# Jon Ryan
Jonathan Robert Ryan (* 26. November 1981 in Regina, Saskatchewan) ist ein ehemaliger kanadischer Canadian-Football- und American-Football-Spieler. Er spielt 19 Saisons auf der Position des Punters in der Canadian Football League (CFL) und National Football League (NFL).

## Kindheit und Jugend
Ryan wurde in Regina, Saskatchewan geboren und wuchs dort auf. Seine High School war die Sheldon-Williams Collegiate, wo er auf den Positionen Runningback, Kicker und Punter im Footballteam spielte. Später besuchte er die University of Regina, wo er die Positionen Punter und Wide Receiver von 2000 bis 2003 besetzte. Dort war er ein wichtiger Leistungsträger des Football Teams, den Regina Rams, und wurde zum besten Special-Teams-Spieler, Top Scorer und wertvollsten Spieler gewählt. Ryan war auch im Leichtathletikteam der University of Regina engagiert.

## Profikarriere

### Winnipeg Blue Bombers
2004 drafteten die Winnipeg Blue Bombers aus der Canadian Football League (CFL) Ryan als Punter und Wide Receiver in der dritten Runde des Canadian College Draft. In seiner Rookie-Saison wurde er zum zweitbesten Punter der Saison 2004.
In seiner zweiten Saison wurde er mit durchschnittlich 50.6 Yards zum Besten Punter der CFL.

### Green Bay Packers
Im Januar 2006 wechselte Ryan in die National Football League, nachdem er sich mit den Green Bay Packers auf einen Vertrag einigen konnte. Er ist damit der dritte Spieler aus Saskatchewan in der NFL, nach Arnie Weinmeister und Rueben Mayes.
2006 erkrankte sein Vater an Krebs und verstarb zwei Tage vor einem Spiel der Packers. Ryan entschied sich trotzdem aufzulaufen und seine Teamkameraden wählten ihn daraufhin für den Erhalt des Ed Block Courage Award für seine Courage und seinen Sportsgeist.
Ryan wurde von den Packers am 1. September 2008 entlassen.

### Seattle Seahawks
Am 9. September 2008 unterschrieb Ryan einen Vertrag bei den Seattle Seahawks.
In Woche 6 der Saison 2009 warf er im Spiel gegen die Arizona Cardinals einen 42-Yard Pass und erhielt für die gesamte Saison 2009 ein Quarterback Rating von 119.
Im Anschluss an diese Saison erhielt er einen Sechs-Jahres-Vertrag über $9.1 Millionen. Zusätzlich wurde er in den Pro Bowl gewählt.
2010 verletzte sich Ryan, nachdem er versuchte, einen Punt Returner zu tackeln.
Am 2. Februar 2014 gewann Ryan mit den Seattle Seahawks der Super Bowl XLVIII und wurde dadurch zum ersten Spieler aus Saskatchewan, welcher einen Super Bowl gewinnen konnte.
Im dritten Viertel des NFC Championship Game von 2015 warf Ryan einen Touchdown-Pass auf Garry Gilliam nach einem Fake-Field-Goal. Er ist damit der erste Punter, welcher einen Touchdown-Pass in den Playoffs warf.
Am 11. März 2016 verlängerten die Seattle Seahawks seinen Vertrag um vier weitere Jahre.
Am 20. August 2018 wurde Ryan von den Seahawks entlassen. Er soll zuvor um seine Entlassung gebeten haben. Davor hatte er in den ersten beiden Preseasonspielen mit dem im vorangegangenen NFL Draft ausgewählten Michael Dickson konkurriert, jedoch bei fünf Punts im Durchschnitt nur 45,6 Yards je Punt erzielt, während Dickson bei sechs Punts 51,6 Yards je Punt erzielen konnte. Ryan hielt zum Ende seiner Zeit bei den Seahawks die Franchiserekorde für die meisten Punts (770), erzielten Punt-Yards (34.491), Punts innerhalb der 20-Yard-Linie (276), den längsten Punt (77 Yards) und die meisten aufeinanderfolgenden Spiele (159).

### Buffalo Bills
Am 21. August 2018 verpflichteten die Buffalo Bills Ryan. Im Rahmen der finalen Kaderverkleinerung auf 53 Spieler vor Beginn der Regular Season wurde er jedoch als überzählig entlassen.

### CFL
Im Mai 2019 verpflichteten die Saskatchewan Roughriders Ryan für ein Jahr. Durch seine Leistungen wurde er zum Division West All-Star gewählt. Nach der Saison erhielt er einen neuen Einjahresvertrag. Nachdem die Saison 2020 aufgrund der COVID-19-Pandemie abgesagt wurde, nahm Ryan die Möglichkeit wahr, seinen Vertrag vorzeitig zu beenden, um Möglichkeiten in anderen Ligen zu suchen. Im Februar 2021 wurde er von den Roughriders erneut verpflichtet.
Am 10. Juli 2022 verpflichteten die Hamilton Tiger-Cats Ryan, tauschten ihn aber bereits zwei Wochen später für einen Achtrundenpick zu den Edmonton Elks. Er konnte in 62 Punts einen Durchschnitt von 43,2 Yards erzielen. Nach der Saison gab er seinen Rücktritt vom Profisport bekannt. Ein Jahr später unterzeichnete er in Seattle einen Ein-Tages-Vertrag um als Seahawk aus der NFL zu gehen.

## Persönliches
Ryan ist seit dem 9. Juli 2016 mit der Stand-Up-Comedian Sarah Colonna verheiratet. 2015 nahm er an der Unterhaltungssendung American Ninja Warrior teil.